# Thann (Bechhofen)

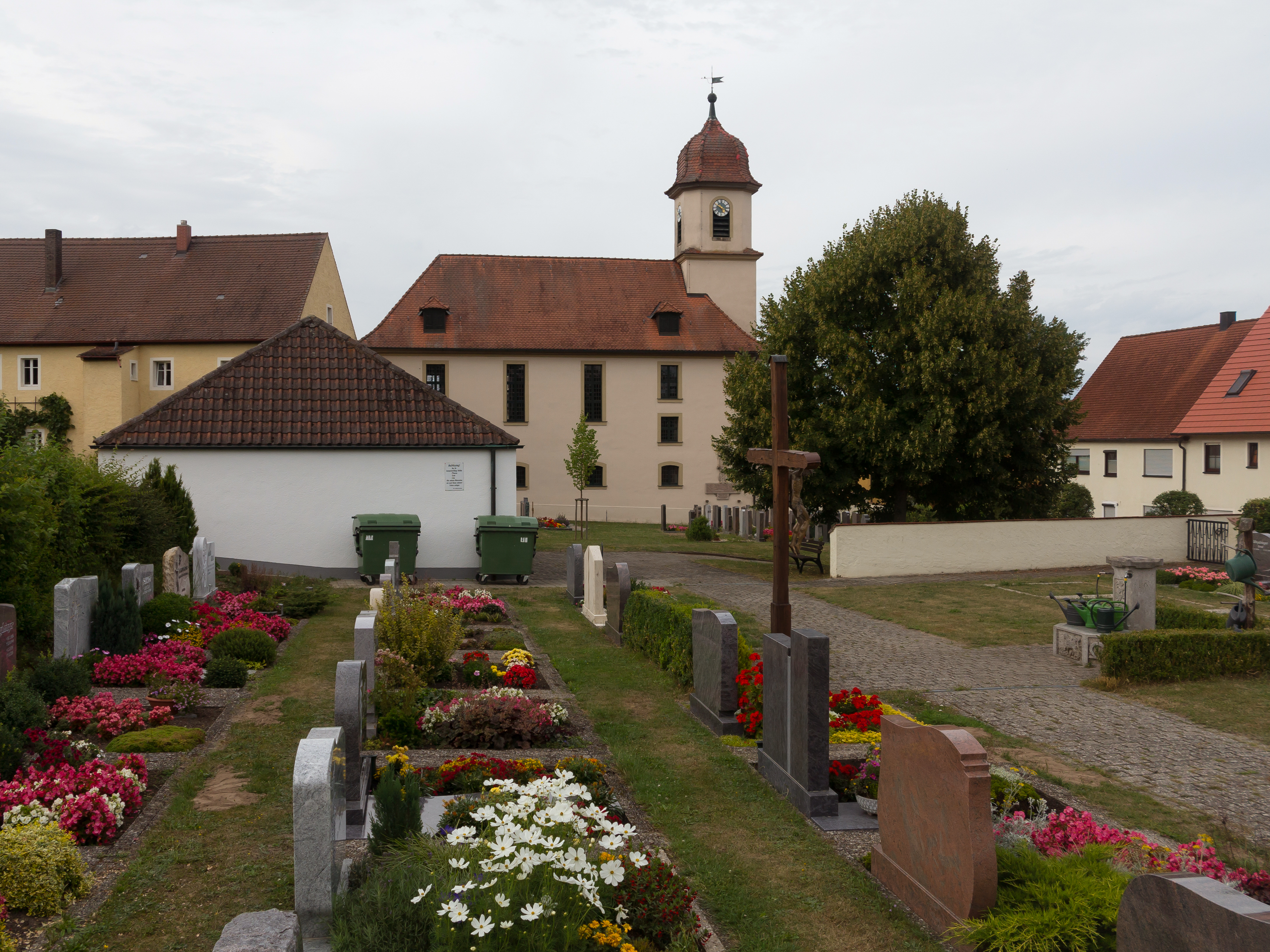
Evangelische Pfarrkirche Sankt Peter

Thann ist ein Gemeindeteil des Marktes Bechhofen im Landkreis Ansbach (Mittelfranken, Bayern). Die Gemarkung Thann hat eine Fläche von 3,305 km². Sie ist in 422 Flurstücke aufgeteilt, die eine durchschnittliche Fläche von 7831,84 m² haben. In ihr liegt neben dem namensgebenden Ort der Gemeindeteil Winkel.

## Geografie
Das Kirchdorf liegt an der Altmühl. Im Westen grenzt der Burgerwald an, im Süden das Waldgebiet Hart. Die Kreisstraße AN 55 führt nach Weidendorf (2 km südöstlich) bzw. nach Velden (1,4 km nördlich). Gemeindeverbindungsstraßen führen nach Kaudorf (2 km südwestlich), nach Liebersdorf (2,5 km südlich) und an Winn und Sauerbach vorbei nach Leibelbach zur Kreisstraße AN 54 (4,5 km nordwestlich).

## Geschichte
Der Ort wurde im Jahr 888 erstmals urkundlich erwähnt. Laut dieser Urkunde gab der Eichstätter Bischof Erchanbald den Besitz der aufgelösten Herriedener Benediktinerabtei St. Salvator, zu der auch Thann gehörte, zu Lehen. 1087 wurde ein Werner von Thann erwähnt. Bis 1517 hatten die Herren von Thann, welche Ministerialen der Grafen von Oettingen waren, dort ihren Sitz und übten die Ortsherrschaft aus. Anschließend wurden die reichsritterschaftlichen Freiherren von Crailsheim die Grundbesitzer.
Thann lag im Fraischbezirk des eichstättischen Oberamtes Wahrberg-Herrieden. Gegen Ende des 18. Jahrhunderts bestand der Ort aus 30 Anwesen. Die Dorf- und Gemeindeherrschaft sowie die Grundherrschaft über alle Anwesen hatte das Rittergut Thann.
1806 kam Thann an das Königreich Bayern. Im Rahmen des Gemeindeedikts wurde Thann dem 1808 gebildeten Steuerdistrikt Sommersdorf und der wenig später gegründeten Ruralgemeinde Sommersdorf zugeordnet. Mit dem Zweiten Gemeindeedikt (1818) entstand die Ruralgemeinde Thann, zu der Winkel gehörte. Sie war in Verwaltung und Gerichtsbarkeit dem Landgericht Herrieden zugeordnet und in der Finanzverwaltung dem Rentamt Herrieden (1919 in Finanzamt Herrieden umbenannt, seit 1929 Finanzamt Ansbach). Ab 1862 gehörte Thann zum Bezirksamt Feuchtwangen (1939 in Landkreis Feuchtwangen umbenannt). Die Gerichtsbarkeit blieb beim Landgericht Herrieden (1879 in Amtsgericht Herrieden umbenannt), seit 1931 ist das Amtsgericht Ansbach zuständig. Die Gemeinde hatte 1964 eine Gebietsfläche von 3,263 km². Am 1. Januar 1971 wurde die Gemeinde im Zuge der Gebietsreform in Bayern in Bechhofen eingegliedert.
Von 1903 bis 1966 gab es einen am Ortsrand von Winkel gelegenen Haltepunkt der Bahnstrecke Leutershausen-Wiedersbach–Bechhofen.

## Einwohnerentwicklung
Gemeinde Thann
| Jahr      | 1818   | 1840   | 1852   | 1855   | 1861   | 1867   | 1871   | 1875   | 1880   | 1885   | 1890   | 1895   | 1900   | 1905   | 1910   | 1919   | 1925   | 1933   | 1939   | 1946   | 1950   | 1952   | 1961   | 1970   |
| Einwohner | 205    | 259    | 225    | 211    | 221    | 203    | 221    | 214    | 214    | 222    | 237    | 214    | 219    | 219    | 234    | 234    | 221    | 218    | 200    | 329    | 328    | 291    | 242    | 251    |
| Häuser    | 50     | 46     |        |        |        |        | 46     |        |        | 49     | 46     |        | 45     |        |        |        | 44     |        |        |        | 45     |        | 48     |        |
| Quelle    | [ 10 ] | [ 16 ] | [ 17 ] | [ 17 ] | [ 18 ] | [ 19 ] | [ 20 ] | [ 21 ] | [ 22 ] | [ 23 ] | [ 24 ] | [ 17 ] | [ 25 ] | [ 17 ] | [ 26 ] | [ 17 ] | [ 27 ] | [ 17 ] | [ 17 ] | [ 17 ] | [ 28 ] | [ 17 ] | [ 12 ] | [ 29 ] |

Ort Thann
| Jahr      | 001818 | 001840 | 001861 | 001871 | 001885 | 001900 | 001925 | 001950 | 001961 | 001970 | 001987 | 002001 | 002017 | 002023 |
| Einwohner | 140    | 192    | 164    | 160    | 173    | 168    | 158    | 232    | 164    | 168    | 130    | 134    | 128    | 122    |
| Häuser    | 38     | 35     |        |        | 40     | 36     | 34     | 32     | 33     |        | 41     |        |        |        |
| Quelle    | [ 10 ] | [ 16 ] | [ 18 ] | [ 20 ] | [ 23 ] | [ 25 ] | [ 27 ] | [ 28 ] | [ 12 ] | [ 29 ] | [ 30 ] | [ 31 ] | [ 32 ] | [ 1 ]  |

## Baudenkmäler
In Thann gibt es vier Baudenkmäler:
- Haus Nr. 33: ehemaliges Gasthaus, zweigeschossiger massiver Satteldachbau in Ecklage, 1827; Scheune, eingeschossiger Satteldachbau, massiv, mit Fachwerkgiebel, 19. Jahrhundert
- Haus Nr. 38/40: ehemaliger Amtssitz der Freiherr von Crailsheim’schen Forstei Thann, Rest einer mittelalterlichen ehemaligen vierarmigen Burganlage, zweigeschossiger Satteldachbau, teilweise Fachwerk, im zweiten Viertel des 19. Jahrhunderts restauriert
- Haus Nr. 44: evangelisch-lutherische Pfarrkirche St. Peter, Saalkirche mit Ostturm, Neubau von 1766; mit Ausstattung
- Haus Nr. 51: Schmiede, stattliches zweigeschossiges Giebelhaus, massiv, Mitte 19. Jahrhundert; Nebengebäude.

## Bodendenkmäler
In der Gemarkung Thann gibt es vier Bodendenkmäler.

## Religion
Der Ort ist seit der Reformation evangelisch-lutherisch geprägt und bis heute nach St. Peter (Thann) gepfarrt. Die Katholiken sind nach St. Laurentius (Großenried) gepfarrt.